# Ulrike Gote

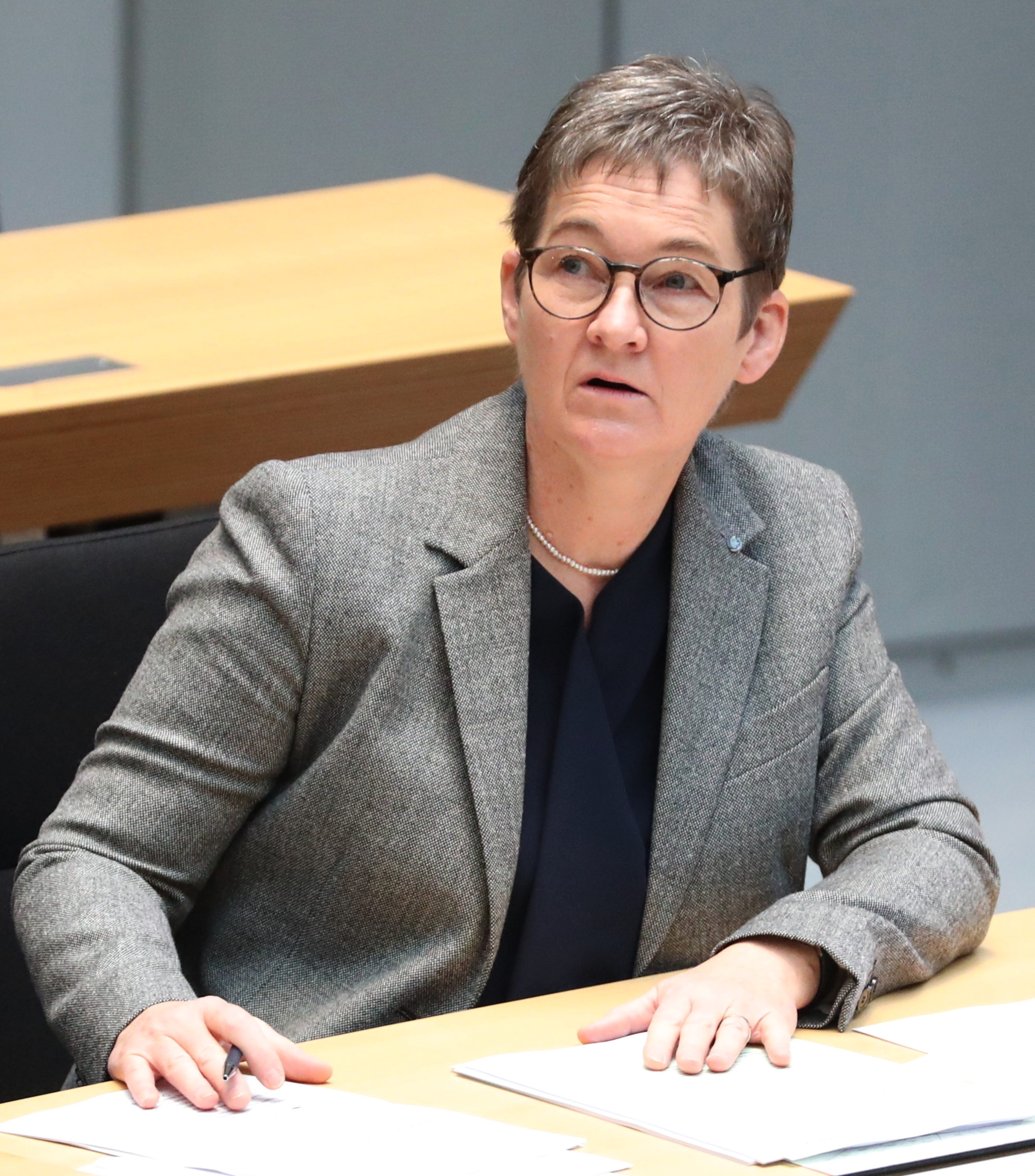
Ulrike Gote (2021)

Ulrike Gote (* 26. Oktober 1965 in Trier) ist eine deutsche Politikerin (Bündnis 90/Die Grünen). Sie ist seit 1. Mai 2024 die Erste Beigeordnete beim Landeswohlfahrtsverband Hessen.
Davor war sie von 2019 bis 2021 Dezernentin für Jugend, Frauen, Gesundheit und Bildung der Stadt Kassel. Sie war von 1998 bis 2018 Abgeordnete der Grünen-Fraktion im Bayerischen Landtag und in der 17. Legislaturperiode (2013–2018) Vizepräsidentin des Bayerischen Landtages und vom 21. Dezember 2021 bis zum 27. April 2023 Berliner Senatorin für Wissenschaft, Gesundheit, Pflege und Gleichstellung.

## Persönliche Angaben
Nach dem Abitur 1985 absolvierte Ulrike Gote ein Studium der Geoökologie in Bayreuth, Heidelberg und Norwich, welches sie 1994 als Diplom-Geoökologin mit dem Schwerpunkt Hydrologie beendete. Sie war Stipendiatin des katholischen Cusanuswerks.
Sie ist verheiratet und hat drei Kinder.

## Abgeordnetentätigkeit
Ulrike Gote war seit dem 28. September 1998 Mitglied des Bayerischen Landtags. Als einzige grüne Abgeordnete aus Oberfranken vertrat sie nicht nur den Stimmkreis Bayreuth, sondern den ganzen Wahlkreis Oberfranken.
Von 2003 bis 2006 und seit 2008 war Gote Teil des Fraktionsvorstands. Als parlamentarische Geschäftsführerin war sie bis 2013 die Anwältin für die Interessen der grünen Fraktion im Ältestenrat und organisierte das Miteinander der fünf Landtagsfraktionen. Sie vertrat die Fraktion im Ausschuss für Hochschule, Forschung und Kultur und war in der 16. Legislaturperiode hochschul-, medien- und religionspolitische Sprecherin der Grünen im Bayerischen Landtag. Gote war das erste grüne Mitglied im Landeskomitee der Katholiken. Ulrike Gote hat im Landtag zunächst die Europa- und ab 2003 die Hochschul- und Medienpolitik geprägt. Nachdem Gote die grüne Landtagsfraktion von 2003 bis 2006 zunächst im Rundfunkrat des Bayerischen Rundfunks vertrat, war sie seit 2008 Medienrätin bei der Bayerischen Landeszentrale für neue Medien. Darüber hinaus vertrat Gote von 2006 bis 2013 die Grünen im Landesdenkmalrat.
In der 17. Legislaturperiode des Bayerischen Landtags übernahm Gote das Amt der Landtagsvizepräsidentin. Sie blieb zudem weiterhin medien- und religionspolitische Sprecherin der grünen Landtagsfraktion und wurde deren rechtspolitische Sprecherin. Außerdem klärte sie in einem Untersuchungsausschuss die „Modellauto-Affäre“ um die ehemalige Staatsministerin der CSU Christine Haderthauer und deren Ehemann mit auf. Für die 18. Legislaturperiode kandidierte sie nicht mehr.

## Tätigkeit als Dezernentin
Von August 2019 bis Dezember 2021 war Gote Dezernentin für Jugend, Frauen, Gesundheit und Bildung der Stadt Kassel. Sie trat die Nachfolge von Anne Janz an, die als Staatssekretärin nach Wiesbaden wechselte.

## Senatorin für Wissenschaft, Gesundheit, Pflege und Gleichstellung
Am 21. Dezember 2021 wurde Gote zur Berliner Senatorin für Wissenschaft, Gesundheit, Pflege und Gleichstellung im Senat Giffey ernannt. Sie übernahm das Ressort für Gesundheit, Pflege und Gleichstellung von der ausgeschiedenen Senatorin Dilek Kalayci (SPD) und das Wissenschaftsressort aus der Berliner Senatskanzlei, welche seit 2016 für dieses Ressort zuständig war. Im Zuge der Bildung des Senats Wegner am 27. April 2023 schied sie wieder aus dem Amt aus.

## Sonstiges
Gote engagierte sich in der kirchlichen Jugendarbeit, der Anti-Atomkraft-Bewegung, gegen das südafrikanische Apartheid-System und bei amnesty international. Des Weiteren ist sie Mitglied in verschiedenen Vereinen, unter anderem beim Bund Naturschutz und Verkehrsclub Deutschland.
Gote ist zudem ehrenamtliche Vorsitzende bei AVALON Prävention! e. V. sowie stellvertretende Vorsitzende bei AVALON Notruf- und Beratungsstelle gegen sexuelle Gewalt e. V. Von 2013 bis 2017 war Gote Vorstandsmitglied beim Caritasverband für die Stadt und den Landkreis Bayreuth e. V., dessen stellvertretende Aufsichtsratsvorsitzende sie mittlerweile ist. Ulrike Gote ist Vorsitzende des Kreisverbands Bayreuth-Stadt und Beisitzerin im Vorstand des oberfränkischen Bezirksverbands von Bündnis 90/Die Grünen.
Im Februar 2019 rückte Gote für den ausscheidenden neuen bayerischen Landtagsabgeordneten Tim Pargent in den Bayreuther Stadtrat nach.

## Auszeichnungen
- 2014: Bayerische Verfassungsmedaille in Silber
- 2017: Bayerischer Verdienstorden